# Зубарев, Геннадий Васильевич
Геннадий Васильевич Зубарев — советский государственный и политический деятель.

## Биография
Родился в 1914 году в селе Шарапкино. Член ВКП(б) с 1943 года. Окончил Днепропетровский горный институт и Военно-инженерную академию им. Куйбышева.
С 1937 года — на общественной и политической работе. В 1937—1974 гг. — начальник участка шахты № 16 в Красном Луче, главный инженер шахты № 7 «Дубовская» в Мосбассе, участник Великой Отечественной войны, начальник шахты, заместитель заведующего угольным отделом Тульского обкома КПСС, управляющий трестом «Череповецуголь», заместитель начальника треста «Тулауголь», главный инженер предприятий в Румынии, директор комбината № 6 Минсредмаша СССР/Чкаловского уранового комбината Ленинабадской области, первый заместитель председателя Совета Министров, председатель Совнархоза, заместитель председателя Совета Министров Таджикской ССР, секретарь Планово-бюджетной комиссии Совета Национальностей ВС СССР.
Избирался депутатом Верховного Совета СССР 6-го, 7-го, 8-го созывов.
Погиб 1 октября 1973 года в авиакатастрофе в горах Пенджикента.